# IPP & OrtoLääkärit Open
IPP & OrtoLääkärit Open — профессиональный теннисный турнир, проводимый осенью в Хельсинки (Финляндия) на крытых хардовых кортах местного теннисного центра Tali. С 2008 года мужской турнир относится к серии ATP Challenger с призовым фондом 42,5 тысячи евро и турнирной сеткой, рассчитанной на 32 участника в одиночном разряде и 16 пар; а женский — к серии ITF с призовым фондом в 10 тысяч долларов и турнирной сеткой, рассчитанной на 32 участницы в одиночном разряде и 16 пар.

## Общая информация
История турнира
Соревнование организовано в 2001 году как этап мужского Мирового тура ATP Challenger. В 2008 году к турниру добавились женские соревнования.
В 2011 году женский турнир получил дополнительную известность, когда выяснилось, что на тот момент 34-я ракетка мира Кайя Канепи приняла решение сыграть в Хельсинки в рамках своей подготовки к Australian Open-2012.
Регламент и призовые
Призовой фонд мужского турнира составляет 50 тысяч долларов при турнирной сетке, рассчитанной на 32 игрока в одиночном разряде и 16 пар; а призовой фонд женского — 10 тысяч долларов при турнирной сетке, рассчитанной на 32 игрока в одиночном разряде и те же 16 пар.
Спонсором мужского турнира является компания International Petroleum Products (IPP); женские же соревнования спонсирует крупная частная медицинская клиника OrtoLääkärit.
Победители и финалисты
Лишь Яркко Ниеминен смог выиграть IPP Open в одиночном разряде больше одного раза. В парном разряде двукратными чемпионами являются тот же Ниеминен, ещё один финн Хенри Континен, швед Роберт Линдстедт и немец Мартин Эммрих, а чаще других до финала доходил всё тот же Континен (пять раз). Помимо Ниеминена и Континена, в финале парного турнира играл ещё один финн — Харри Хелиёваара. Из представителей республик бывшего СССР в Хельсинки преуспели россияне и литовцы: одиночный турнир выигрывали Дмитрий Турсунов и Ричардас Беранкис, а в паре побеждали Михаил Елгин (дважды) и Александр Кудрявцев.
История OrtoLääkärit Open весьма коротка, поэтому неудивительно, что за четыре года существования ни одной теннисистке не удалось побывать в финале одиночного турнира более одного раза. В парных же соревнованиях весьма успешны были сразу две представительницы Северной Европы — хозяйка турнира Эмма Лайне четырежды побежала на турнире, а шведка Юханна Ларссон добавила к одному титулу ещё одно участие в решающем матче. Елена Остапенко является единственной теннисисткой, выигравшей OrtoLääkärit Open как в одиночном, так и в парном разряде, победив в призе 2013 года. Ещё трое играли в финалах и там, и там: подобное удалось хозяйке кортов Эмме Лайне, венгерке Тимее Бабош и украинке Юлии Бейгельзимер.

## Финалы турниров

### Одиночный разряд
| Год  | Победитель         | Финалист          | Счёт            |
| ---- | ------------------ | ----------------- | --------------- |
| 2014 | Юрген Цопп         | Дуди Села         | 6-4 5-7 7-6(6)  |
| 2013 | Яркко Ниеминен (2) | Ричардас Беранкис | 6-3 6-1         |
| 2012 | Лукаш Лацко        | Яркко Ниеминен    | 6-3 6-4         |
| 2011 | Даниэль Брандс     | Маттиас Бахингер  | 7-6(2) 7-6(5)   |
| 2010 | Ричардас Беранкис  | Михал Пшисенжний  | 6-1 2-0 — отказ |
| 2009 | Михал Пшисенжний   | Штефан Боли       | 4-6 6-4 6-1     |
| 2008 | Дмитрий Турсунов   | Кароль Бек        | 6-4 6-3         |
| 2007 | Стив Дарси         | Тобиас Камке      | 6-3 1-6 6-4     |
| 2006 | Михаэль Беррер     | Томаш Зиб         | 6-2 3-6 6-3     |
| 2005 | Бьорн Ренквист     | Томаш Какл        | 7-6(2) 7-6(4)   |
| 2004 | Петер Весселс      | Лукаш Длоуги      | 4-6 6-4 6-3     |
| 2003 | Давиде Сангвинетти | Робин Сёдерлинг   | 6-4 7-6(4)      |
| 2002 | Яркко Ниеминен     | Ловро Зовко       | 7-5 4-6 7-5     |
| 2001 | Жорж Бастль        | Ота Фукарек       | 6-4 4-6 6-4     |

| Год  | Победительница    | Финалистка             | Счёт              |
| ---- | ----------------- | ---------------------- | ----------------- |
| 2014 | Эми Ботелл        | Тесс Суньо             | 6-2 6-3           |
| 2013 | Елена Остапенко   | Сусанна Селик          | 7-5 4-6 7-5       |
| 2012 | Амра Садикович    | Анна Каролина Шмидлова | 6-4 6-0           |
| 2011 | Тимея Бабош       | Яна Чепелова           | 6-3 6-1           |
| 2010 | Юлия Бейгельзимер | Эмма Лайне             | 7-6(7) 6-0        |
| 2009 | Ксения Первак     | Стефани Форетц         | 6-4 6-2           |
| 2008 | Маргит Рюйтель    | Лина Станчюте          | 6-4 6-7(4) 7-6(7) |

### Парный разряд
| Год  | Победители                            | Финалисты                            | Счёт                 |
| ---- | ------------------------------------- | ------------------------------------ | -------------------- |
| 2014 | Хенри Континен (2) Яркко Ниеминен (2) | Джонатан Маррей Филипп Пецшнер       | 7-6(2) 6-4           |
| 2013 | Хенри Континен Яркко Ниеминен         | Дастин Браун Филипп Маркс            | 7-5 5-7 [10-5]       |
| 2012 | Михаил Елгин (2) Игорь Зеленай        | Владимир Игнатик Джимми Ван          | 4-6 7-6(0) [10-4]    |
| 2011 | Мартин Эммрих (2) Андреас Сильестрём  | Джеймс Серретани Михал Мертиняк      | 6-4 6-4              |
| 2010 | Дастин Браун Мартин Эммрих            | Хенри Континен Яркко Ниеминен        | 7-6(17) 0-6 [10-7]   |
| 2009 | Рохан Бопанна Айсам-уль-Хак Куреши    | Хенри Континен Яркко Ниеминен        | 6-2 7-6(7)           |
| 2008 | Лукаш Кубот Оливер Марах              | Эрик Буторак Ловро Зовко             | 6-7(2) 7-6(7) [10-6] |
| 2007 | Михаил Елгин Александр Кудрявцев      | Хенри Континен Харри Хелиёваара      | 4-6 7-5 [13-11]      |
| 2006 | Мартейн ван Хастерен Яспер Смит       | Эрнест Гулбис Денис Павлов           | 7-6(6) 6-2           |
| 2005 | Ив Аллегро Михаэль Кольманн           | Кристофер Кас Филипп Пецшнер         | 4-6 6-1 6-4          |
| 2004 | Роберт Линдстедт (2) Лу Яньсюнь       | Джанлукка Бадзика Массимо Делл’Акква | 6-2 6-2              |
| 2003 | Роберт Линдстедт Робин Сёдерлинг      | Роко Каранушич Янко Типсаревич       | 6-3 6-7(2) 6-1       |
| 2002 | Марио Анчич Ловро Зовко               | Александар Китинов Джим Томас        | 7-6 4-6 6-3          |
| 2001 | Тим Кричтон Джим Томас                | Александар Китинов Джек Уэйт         | 6-3 6-4              |

| Год  | Победительницы                  | Финалистки                            | Счёт           |
| ---- | ------------------------------- | ------------------------------------- | -------------- |
| 2014 | Эмма Лайне (4) Евгения Пашкова  | Миа Николь Эклунд Оливия Пимия        | 6-4 6-0        |
| 2013 | Елена Остапенко Ева Пальма      | Кверина Лемойне Мартина Прадова       | 6-2 5-7 [11-9] |
| 2012 | Людмила Киченок Надежда Киченок | Ирина Бурячок Валерия Соловьёва       | 6-3 6-3        |
| 2011 | Жанетта Гусарова Эмма Лайне (3) | Тимея Бабош Ирина Бурячок             | 5-7 7-5 [11-9] |
| 2010 | Кики Бертенс Ришел Хогенкамп    | Юлия Бейгельзимер Кристина Младенович | 6-3 7-5        |
| 2009 | Эмма Лайне (2) Мелани Саут      | Юханна Ларссон Анна Смит              | 6-3 6-3        |
| 2008 | Эмма Лайне Юханна Ларссон       | Патриция Майр Мари-Эв Пеллетье        | 6-4 6-2        |